# Peter Haff
Peter Kirkland Haff (* 29. Juni 1944 in Boulder, Colorado; † 3. Februar 2024 in Chapel Hill) war ein US-amerikanischer Geologe.
Haff wurde in Physik zum Ph.D. an der University of Virginia promoviert. Danach hatte er einen Postdoc-Aufenthalt am Caltech. Er war Professor Emeritus für Geologie an der Nicholas School of the Environment der Duke University, North Carolina. Sein Forschungsgebiet war die Technosphäre.

## Schriften (Auswahl)
- Haff PK (2012): Technology and human purpose: The problem of solids transport on the Earth’s surface. Earth System Dynamics 3: 149–156.
- Haff PK (2013): Technology as a geological phenomenon: Implications for human well-being. In: Waters CN, Zalasiewicz J, Williams M et al. (eds) A Stratigraphical Basis for the Anthropocene. Geological Society London, Special Publication 395.
- Haff PK (2014): Maximum entropy production by technology. In: Dewar RC, Lineweaver C, Niven R et al. (eds) Beyond the Second Law: Understanding Complex Systems. Berlin: Springer-Verlag, pp. 397–414.
- Jan Zalasiewicz, Mark Williams, Colin N. Waters, Anthony D. Barnosky, Peter Haff: The technofossil record of humans, in: The Anthropocene Review, Bd. 1, Nr. 1, 2014, 34 – 43.
- Jan Zalasiewicz, Colin N. Waters, Mark Williams, Anthony D. Barnosky, Alejandro Cearreta, Paul Crutzen, Erle Ellis, Michael A. Ellis, Ian J. Fairchild, Jacques Grinevald, Peter K. Haff, Irka Hajdas, Reinhold Leinfelder, John McNeill, Eric O. Odada, Clément Poirier, Daniel Richter, Will Steffen, Colin Summerhayes, James P.M. Syvitski, Davor Vidas, Michael Wagreich, Scott L. Wing, Alexander P. Wolfe, Zhisheng An, Naomi Oreskes: When did the Anthropocene begin? A mid-twentieth century boundary level is stratigraphically optimal, Quaternary International, Volume 383, 2015, Pages 196–203, https://doi.org/10.1016/j.quaint.2014.11.045.
- Haff, Peter et al.: The technosphere and its physical stratigraphic record. The Anthropocene as a geological time unit: A guide to the scientific evidence and current debate (2019): 137–155.